# 阿尔卡美涅斯
阿尔卡美涅斯（英語：Alcamenes），约活动于公元前5世纪前后。古希腊雕刻家之一，公元前440年至公元前400年为其创作期，他既是菲迪亚斯的门生，亦为其竞争对手。在雅典附近从事创作，约有二十件作品为人所知，其中许多作品为罗马人所复制。他多采用大理石雕刻神像，但也使用青铜、金和象牙等材料。其作品包括：一尊以金和象牙制作的狄奥尼苏斯祭拜塑像，一尊铜制运动员塑像，阿佛洛狄忒塑像，雅典卫城上的普洛克涅和伊提斯的大理石群雕，以及卫城正门的赫尔墨斯雕像。保桑尼阿斯曾对其有所记述。

## 扩展阅读
- Julius Sillig, Dictionary of the artists of antiquity; 1837
- Andrew Stewart, One hundred Greek Sculptors : Their Careers and Extant Works
- Sir Charles Waldstein, Alcamenes and the establishment of the classical type in Greek art; 1926